# Crypsiprora cyclispila
Crypsiprora cyclispila är en fjärilsart som beskrevs av Turner 1932. Crypsiprora cyclispila ingår i släktet Crypsiprora och familjen nattflyn. Inga underarter finns listade i Catalogue of Life.